# Base aérea de Lipetsk

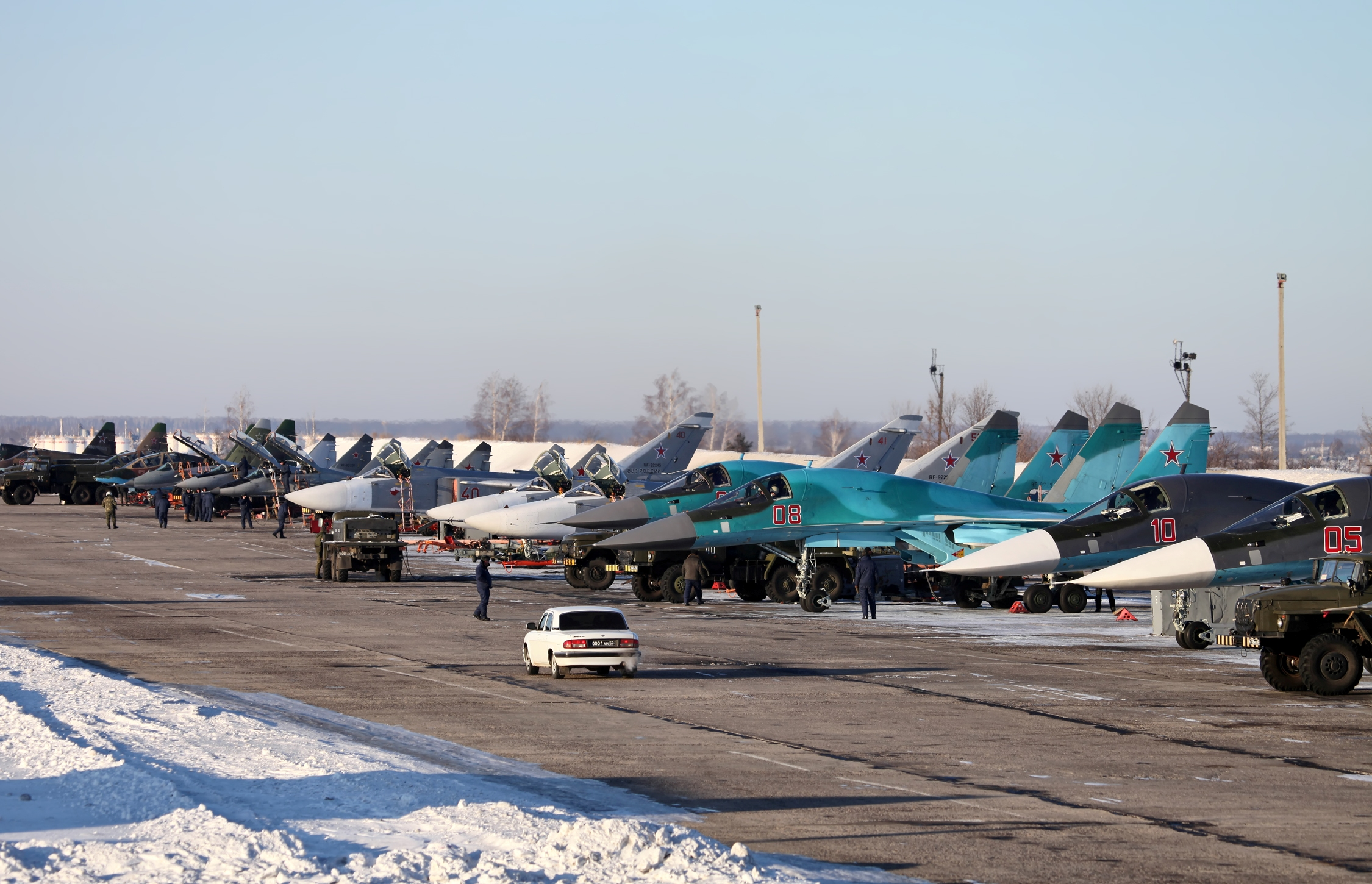
Aviões Su-34 em Lipetsk

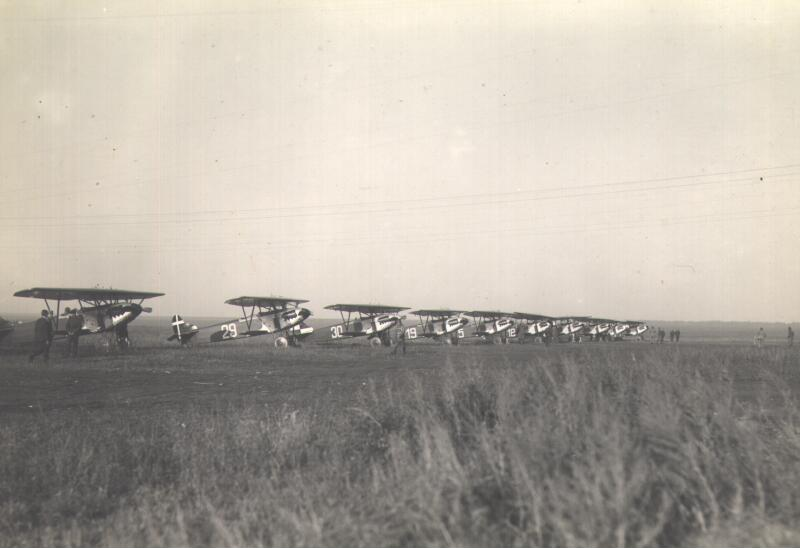
Aviões Fokker D.XIII em Lipetsk

Base aérea de Lipetsk é uma base da força aérea russa em Lipetsk.
A Escola de Pilotos de Caça de Lipetsk, também conhecida por Base aérea de Lipetsk, foi uma escola secreta de treino e instrução de voo da Reichswehr, durante a República de Weimar. Localizava-se na cidade de Lipetsk, na União Soviética.
Tendo o Tratado de Versalhes proibido a Alemanha de constituir uma força aérea, esta foi encontrar uma alternativa para continuar a treinar cidadãos e a desenvolver secretamente um futuro ramo aéreo.